# Премия Отто Лапорте
Премия Отто Лапорте (англ. Otto Laporte Award) — научная премия Американского физического общества

## История
Учреждена в 1972 году. Названа в честь американского учёного-физика Отто Лапорте (1902—1971). Вручается ежегодно «в знак признания выдающегося вклада в динамику жидкости».
В 2004 году соединена с премией по гидродинамике, также вручавшейся Американским физическим обществом.

## Лауреаты
- 1972: Richard G. Fowler
- 1973: Линь Цзя-цзяо
- 1974: Иоханнес Бюргерс
- 1975: Russell J. Donnelly[англ.]
- 1976: George F. Carrier[англ.]
- 1977: Yuan-Cheng Fung[англ.]
- 1978: Cecil E. Leith, Jr.
- 1979: Stanley Corrsin[англ.]
- 1980: Robert Byron Bird[англ.]
- 1981: Howard Wilson Emmons[англ.]
- 1982: Peter Wegener[нем.]
- 1983: John W. Miles[англ.]
- 1984: Джеймс Лайтхилл
- 1985: Ханс Липман
- 1986: Милтон Ван-Дайк
- 1987: John Trevor Stuart[англ.]
- 1988: Акива Моисеевич Яглом
- 1989: Chia-Shun Yih[англ.]
- 1990: Tony Maxworthy[нем.]
- 1991: Steven Orszag[англ.]
- 1992: William Craig Reynolds[англ.]
- 1993: Роберт Крайшнан
- 1994: Philip Saffman[англ.]
- 1995: K. R. Sreenivasan[англ.]
- 1996: Donald Coles
- 1997: Marvin Emanuel Goldstein
- 1998: David Crighton[англ.]
- 1999: Eli Reshotko
- 2000: Hassan Aref[англ.]
- 2001: John Kim[англ.]
- 2002: Andrea Prosperetti[англ.]
- 2003: Норман Забуски